# Group Therapy Radio
Group Therapy Radio (inaczej ABGT) – audycja radiowa prowadzona przez brytyjskie trio Above & Beyond, nadawana w każdy piątek o 20:00 polskiego czasu prosto z Londynu. Pierwsza transmisja Group Therapy wystartowała podczas audycji ostatniego odcinka Trance Around the World w Bengaluru, gdzie obok Jono Granta, Paavo Siljamäkiego i Tony'ego McGuinessa wystąpili m.in.: Mat Zo, Andrew Bayer i Jody Wisternoff.

## Audycje specjalne
- TATW450/ABGT001: Na żywo z Bengaluru
- ABGT008: Odcinek składający się z utworów wybieranych przez fanów z okazji nadchodzącego Nowego Roku.
- przed ABGT050: Specjalny odcinek składający się z najlepszych gościnnych miksów od takich artystów jak: Andrew Bayer, Mat Zo, Myon & Shane 54 oraz Armin van Buuren.
- ABGT050: Odcinek nadawany prosto z Alexandra Palace w Londynie. Gośćmi byli Arty, Andrew Bayer, Boom Jinx oraz Guy J.
- ABGT059: Na zakończenie 2013 roku, Above & Beyond przedstawia wszystkie najlepsze utwory z cyklu Record Of The Week.
- ABGT060: W pierwszej audycji na 2014, przygotowano specjał ze starych utworów między innymi od: Robert Miles, Tiësto oraz OceanLab.
- przed ABGT100: Specjalny odcinek składający się z najlepszych, gościnnych miksów od takich artystów jak: Lane 8, Jeremy Olander, Audien oraz Mat Zo.
- ABGT100: Odcinek nadawany prosto z legendarnej hali Madison Square Garden na Manhattanie. Gośćmi byli: Mat Zo, Andrew Bayer i ilan Bluestone.
- ABGT 110 i 111: Dwuodcinkowe podsumowanie 2014 składające się z utworów puszczanych przez Above & Beyond w Group Therapy.
- ABGT114: Specjalny styczniowy odcinek z okazji wydania czwartego krążka Above & Beyond„We Are All We Need”.
- ABGT149: Tuż przez 150. odcinkiem, Above & Beyond naszykował na dwie godziny stare utwory i remiksy, między innymi od: Eric Prydz, Kaskade i Ronski Speed.
- ABGT150: Odcinek nadawany prosto z Allphones Arena (teraz Acer Arena) w Sydney. Gośćmi byli: ilan Bluestone, Grum i Lane 8.
- przed ABGT162: Podsumowanie 2015 roku składające się z utworów puszczanych przez Above & Beyond w Group Therapy.
- przed ABGT162: Jeszcze przed pierwszym odcinkiem w 2016, puszczono specjalny odcinek prosto z Wembley Arena w Londynie. Wtedy to zebrane pieniądze z biletów oddano na londyńską fundację charytatywną „Little Something”. Koncert był głównie dedykowany siostrze Jono Granta – Charlotte.
- przed ABGT200: Epizod zatytułowany „Journey To Amsterdam” jest zestawieniem utworów i remiksów wydanych kilka lat temu.
- ABGT200: Odcinek nadawany prosto z Ziggo Dome w Amsterdamie. Gośćmi byli: Andrew Bayer wraz z ilanem Bluestone, Jason Ross, Grum, Yotto oraz Cubicolor.

## Regularne cechy
Tuż po zakończeniu emisji Trance Around The World i rozpoczęciu Group Therapy, cechy w ogóle się nie zmieniły, w niektórych tylko nazwy.
- Record Of The Week – personalny wybór Above & Beyond jako najlepszy utwór audycji.
- Push The Button – utwór z poprzedniego odcinka, który uzbierał najwięcej głosów od słuchaczy na stronie internetowej audycji.
- Flashback – utwór, który został wydany kilka lat temu i pełni rolę klasyka. Jest on puszczany tuż przed gościnnym miksem.
- Guest Mix – jest to set gościa odcinka nagrywanego na żywo lub wcześniej w studio.